# CloverWorks
株式会社CloverWorks（クローバーワークス、英: CloverWorks Inc.、略称:CLW）は、日本のアニメ制作会社。株式会社アニプレックスの完全子会社。

## 歴史

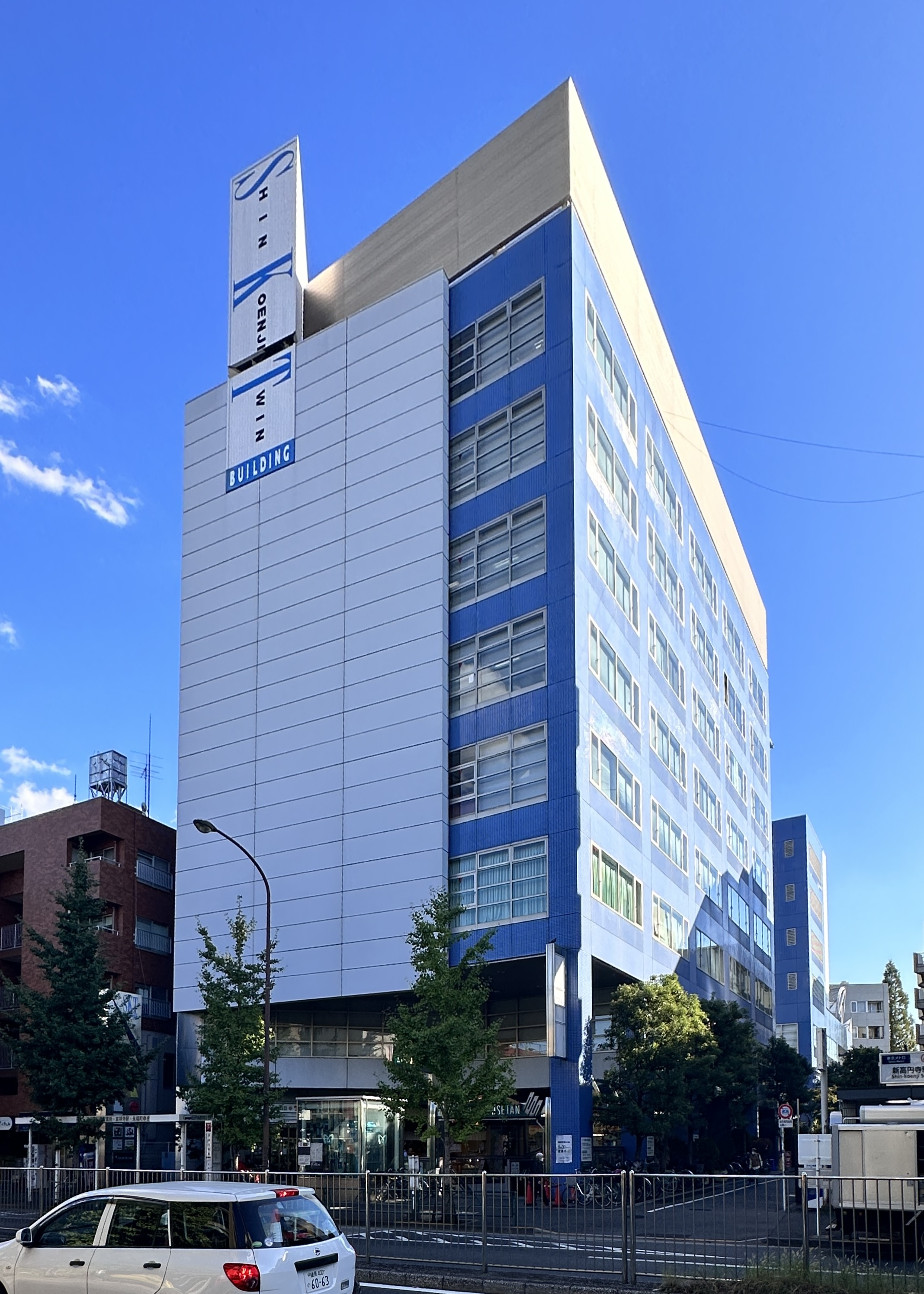
2024年まで本社が入居していた新高円寺ツインビル

2018年4月1日、A-1 Picturesにて『アイドルマスターシリーズ』『冴えない彼女の育てかた』『四月は君の嘘』『ビビッドレッド・オペレーション』『あの日見た花の名前を僕達はまだ知らない。』『心が叫びたがってるんだ。』などのアニメーション制作を担当した高円寺スタジオが名称をCloverWorksと改称し、ブランド化。同年10月1日、A-1 Picturesの事業内容を一部会社分割する形で株式会社として設立された。高円寺スタジオで制作を担当していた『アイドルマスターシリーズ』『冴えない彼女の育てかた』『超平和バスターズ』オリジナル作品は同作のスタッフも共に移籍したことに伴いCloverWorksで制作を引き継いでいる。
分社化の背景にはA-1 Picturesの規模が拡大したことが由来している。当時の同社は高円寺スタジオと阿佐ヶ谷スタジオの2つのスタジオをメインに活動していたが、作品数の増加に伴い制作体制も徐々に変化。その影響もあり、同じ会社でありながらスタジオごとにスタッフやクリエイターの個性、制作工程の違いが顕著にあらわれた。そのため、各スタジオが独立して小回りを効かせながらクリエイティブな意思伝達を可能とするため、高円寺スタジオを分社化することになった。
ロゴである四葉には、「アニプレックス、A-1 Pictures、CloverWorksが3枚の葉であり、最後の1枚が視聴者の皆さん」という意味が込められている。
2022年5月30日、ウィットスタジオ、アニプレックス、集英社との共同出資でアニメーションの企画・プロデュース会社、株式会社JOENを設立。代表取締役にはCloverWorksで執行役員を務める福島祐一がウィットスタジオの中武哲也と共に就任した。
2022年11月、A-1 Picturesの代表退任に伴い、CloverWorks創設者で代表の清水暁がA-1 Pictures代表取締役執行役員社長を歴任することとなる。
2024年春、各部署の連携・内製力強化などによる事業拡大に伴い、本社を東京都杉並区梅里1丁目7番7号 新高円寺ツインビル3Fから東京都中野区本町2丁目46番1号 中野坂上サンブライトツイン30階へ移転し全拠点を新本社へ統合。

## 制作体制
全セクション・体制が本社の中野坂上サンブライトツインに集約されており、27～30階にクリエイティブ事業部（演出・作画、仕上げ、美術、撮影）、制作部（制作管理、脚本、ライセンス）、業務部（マーケティング、MD）を設けるほか、9階には清水が同じく代表を務める3DCGIスタジオ「Boundary」が本社を置く。
元請作品の多くは親会社のアニプレックスが企画・製作を担当。『SPY×FAMILY』シリーズでは東宝をはじめとするアニプレックス以外の企業と製作委員会を構成し、同社設立後に制作された新規作品としては初の出資・製作参加を行った。また、2024年4月期以降の作品からはアニプレックスが企画・製作を行う作品でも出資を行うようになり製作委員会に参画。代表の清水暁が企画、福島祐一や井上貴允が製作側のプロデューサーとして参加している。

### クリエイティブ事業部
クリエイティブ事業部は「演出・作画ルーム」「仕上げルーム」「美術ルーム」「撮影ルーム」があり、映像制作に必要なセクションがほぼすべてそろっている。3DCGIに関しては社内に部門を設けず、代わりに親会社であるアニプレックスが全額出資を行いCloverWorks代表の清水が同じく代表を務める3DCGIスタジオ「Boundary」が主に担当する。
仕上げ（彩色）、背景美術、撮影処理などは主に社内チームで担当しているが、年間に複数の作品を請け負うことも多いため、仕上げ、美術、撮影の工程を外部の専門スタジオにメインで受注する作品もある。3DCGは多くの作品で関連企業のBoundaryが担当している。
各セクションにて社員スタッフの育成にも力を入れており、演出・作画ルームでは『君の膵臓をたべたい』『ToLOVEる』のキャラクターデザイン・総作画監督の岡勇一が作画育成監督として若手を指導。2022年放送の『明日ちゃんのセーラー服』より育成を受けたアニメーターが原画デビューを果たしている。また、同社設立より5年後の2023年に放送された『SPY×FAMILY』第37話では作画監督、原画、動画検査などを同社設立時に入社した1期生から入社間もない4期生までの岡が育成を担当した生え抜き社員のみで担当している。演出家育成も行っており、若林信が指導を担当する。
第二原画・動画・仕上げは本社チームのほかに「CloverWorks海外作画・仕上げルーム」が工程を一部担当している。
かつては紙と鉛筆を使うアナログ作画が主流であったが、A-1 Picturesと共に親会社のソニー・ミュージックエンタテインメントとソニーグループ事業開発プラットフォームが開発したアニメ制作ソフト「AnimeCanvas」の導入を進めている。
各セクション室長・顧問・育成監督
- 田中将賀（クリエイティブ事業部 演出・作画ルーム顧問）
- 岡勇一（クリエイティブ事業部 演出・作画ルーム作画育成監督）
- 若林信（演出家育成担当）
- 中島和子（クリエイティブ事業部 仕上げルーム室長）
- 薄井久代（クリエイティブ事業部 美術ルーム室長）
- 佐久間悠也（クリエイティブ事業部 撮影ルーム室長）

### 制作部
制作部はプロデュース、制作進行業務のほか、「ライセンスルーム」と呼ばれるチームが文章、書籍、グッズ、イラスト等の各種監修・校正を担当している。制作統括は代表取締役執行役員社長の清水暁。プロデューサーは福島祐一、井上貴允。アニメーションプロデューサーは上記の福島に加え、梅原翔太、辻俊一、賀部匠美、伊藤泰斗、米沢圭亮、染野翔、羽田吉儀の計8名が所属しており、各チームごとに年間で複数のテレビアニメ、劇場アニメ作品などを請け負う。また、制作進行として所属している山崎莉乃が近年の同社作品『明日ちゃんのセーラー服』『UniteUp!』でシリーズ構成・脚本を担当している。ほかにも、同じく制作進行の加藤穂乃伽が『SPY×FAMILY』『UniteUp!』にて各話脚本を担当するなど、脚本家育成にも力を入れている。

### 制作班一覧
| アニメーション プロデューサー | 担当作品 | 備考 |
| ----------------------------- | --- | --- |
| 福島祐一                      | ダーリン・イン・ザ・フランキス 約束のネバーランド（第1期） Fate/Grand Order シリーズ サクラ革命 〜華咲く乙女たち〜 スペシャルアニメ アイドルマスター シンデレラガールズ スターライトステージ PV・CM シリーズ 明日ちゃんのセーラー服 | ゴンゾ出身。執行役員副社長、JOEN代表取締役。 CloverWorks設立以前はA-1 Pictures高円寺スタジオに所属。 2022年の『SPY×FAMILY』及び2024年4月期以降、一部の作品にて製作側のプロデューサーも担当する事がある。2025年の『薫る花は凛と咲く』ではチーフプロデューサーを担当。 |
| 辻俊一                        | 冴えない彼女の育てかた シリーズ PERSONA5 the Animation 逆転裁判 〜その「真実」、異議あり!〜 Season2 22/7 キャラクターPV「あの日の彼女たち」 シャドーハウス シリーズ WIND BREAKER 青春ブタ野郎シリーズ 薫る花は凛と咲く              | AIC出身。 CloverWorks設立以前はA-1 Pictures高円寺スタジオに所属。 2023年の『UniteUp!』では、プロダクションマネージャーを、 2025年の『UniteUP! -Uni:Birth-』では制作統括を担当。                                                                                      |
| 梅原翔太                      | ワンダーエッグ・プライオリティ その着せ替え人形は恋をする Season1 ぼっち・ざ・ろっく！ シリーズ 逃げ上手の若君 7FATES: CHAKHO オリジナルムービー                                                                                    | 動画工房出身。 CloverWorks設立以前はA-1 Picturesに所属。 CloverWorks設立当初は福島祐一がアニメーションプロデューサーを 務める作品で制作進行を担当。 |
| 伊藤泰斗                      | のりものまん モービルランドのカークン ホリミヤ シリーズ SPY×FAMILY シリーズ 黒執事 シリーズ | CloverWorks設立以前はA-1 Picturesにて制作進行・制作デスクを担当。 |
| 賀部匠美                      | 空の青さを知る人よ 富豪刑事 Balance:UNLIMITED ふれる。 | CloverWorks設立以前はA-1 Pictures高円寺スタジオに所属。 |
| 米沢圭亮                      | 抱かれたい男1位に脅されています。 シリーズ | CloverWorks設立以前はA-1 Pictures高円寺スタジオに所属。 2024年の『トラペジウム』では制作管理を担当。 |
| 染野翔                        | トラペジウム その着せ替え人形は恋をする Season2 | CloverWorks設立当初は福島祐一や瀬戸敬太、梅原翔太が それぞれアニメーションプロデューサーを務める作品で 設定制作・制作デスク・制作デスク補佐を担当。 |
| 羽田吉儀                      | UniteUp! -Uni:Birth- The Star Seekers 星を追う少年たち オリジナルムービー | CloverWorks設立当初は賀部匠美がアニメーション プロデューサーを務める作品で制作デスクを担当。 |

| アニメーション プロデューサー | 担当作品                                                            | 備考 |
| ----------------------------- | ------------------------------------------------------------------- | --- |
| 木田和哉                      | 青春ブタ野郎シリーズ 東京24区                                       | CloverWorks設立以前はA-1 Pictures高円寺スタジオに所属。 CloverWorks退社後はエイベックス・ピクチャーズへ移籍している。                                                |
| 瀬戸敬太                      | スロウスタート パワフルプロ野球 パワフル高校編 くノ一ツバキの胸の内 | CloverWorks設立以前はA-1 Pictures高円寺スタジオに所属。 2022年の『くノ一ツバキの胸の内』以降は新規担当作品がなく、CloverWorksを退社したとみられる。                  |
| 波田野瞬                      | Fate/Grand Order -終局特異点 冠位時間神殿 ソロモン- UniteUp!        | CloverWorks設立当初は福島祐一がアニメーションプロデューサーを 務める作品で制作デスクを担当。 CloverWorks退社後はグリーエンターテインメントへ移籍している。           |
| 小野忍                        | 約束のネバーランド（第2期） 青春ブタ野郎シリーズ                    | CloverWorks設立当初は福島祐一がアニメーション プロデューサーを務める作品でラインプロデューサーを担当。 CloverWorks退社後は電通アニメソリューションズへ移籍している。 |

## 評価
2018年に『ニュータイプアニメアワード2017 - 2018』において、TRIGGERと共同制作した『ダーリン・イン・ザ・フランキス』でメカデザイン賞を受賞し、スタジオ賞では3位にランクインした。

## 作品

### テレビアニメ
| 開始年 | 放送期間         | タイトル                                                           | 監督              | アニメーション プロデューサー | 備考                                                           |
| ------ | ---------------- | ------------------------------------------------------------------ | ----------------- | ----------------------------- | -------------------------------------------------------------- |
| 2018年 | 1月 - 3月        | スロウスタート                                                     | 橋本裕之          | 瀬戸敬太                      | A-1 Pictures名義。放送終了後に名義変更。                       |
| 2018年 | 1月 - 7月        | ダーリン・イン・ザ・フランキス                                     | 錦織敦史          | 福島祐一                      | 15話まではA-1 Pictures名義、以降は名義変更。 共同制作：TRIGGER |
| 2018年 | 4月 - 9月        | PERSONA5 the Animation                                             | 石浜真史          | 辻俊一                        |                                                                |
| 2018年 | 10月 - 12月      | 抱かれたい男1位に脅されています。                                  | 龍輪直征          | 米沢圭亮                      |                                                                |
| 2018年 | 10月 - 12月      | 青春ブタ野郎はバニーガール先輩の夢を見ない                         | 増井壮一          | 木田和哉                      |                                                                |
| 2018年 | 10月 - 2019年3月 | 逆転裁判 〜その「真実」、異議あり!〜 Season2                       | 渡辺歩            | 辻俊一                        | Season1はA-1 Picturesが制作                                    |
| 2018年 | 10月 - 2019年9月 | FAIRY TAIL ファイナルシリーズ                                      | 石平信司          | 中山浩太郎 飯島弘志           | 共同制作：ブリッジ 第278話以降で共同制作を担当                 |
| 2019年 | 1月 - 3月        | 約束のネバーランド                                                 | 神戸守            | 福島祐一                      |                                                                |
| 2019年 | 10月 - 2020年3月 | Fate/Grand Order -絶対魔獣戦線バビロニア-                          | 赤井俊文          | 福島祐一                      |                                                                |
| 2020年 | 4月 - 9月        | 富豪刑事 Balance:UNLIMITED                                         | 伊藤智彦          | 賀部匠美                      |                                                                |
| 2020年 | 4月 - 2022年3月  | のりものまん モービルランドのカークン                              | 佐々木忍          | 伊藤泰斗                      |                                                                |
| 2021年 | 1月 - 4月        | ホリミヤ                                                           | 石浜真史          | 伊藤泰斗                      |                                                                |
| 2021年 | 1月 - 3月        | ワンダーエッグ・プライオリティ                                     | 若林信            | 梅原翔太                      |                                                                |
| 2021年 | 1月 - 3月        | 約束のネバーランド（第2期）                                        | 神戸守            | 小野忍                        |                                                                |
| 2021年 | 4月 - 7月        | シャドーハウス                                                     | 大橋一輝          | 辻俊一                        |                                                                |
| 2022年 | 1月 - 3月        | 明日ちゃんのセーラー服                                             | 黒木美幸          | 福島祐一                      |                                                                |
| 2022年 | 1月 - 3月        | その着せ替え人形は恋をする                                         | 篠原啓輔          | 梅原翔太                      |                                                                |
| 2022年 | 1月 - 4月        | 東京24区                                                           | 津田尚克          | 木田和哉                      |                                                                |
| 2022年 | 4月 - 6月        | SPY×FAMILY                                                         | 古橋一浩          | 伊藤泰斗 林加都恵 山中一樹    | 第1クール、共同制作：WIT STUDIO                                |
| 2022年 | 10月 - 12月      | SPY×FAMILY                                                         | 古橋一浩          | 伊藤泰斗 林加都恵 山中一樹    | 第2クール、共同制作：WIT STUDIO                                |
| 2022年 | 4月 - 7月        | くノ一ツバキの胸の内                                               | 角地拓大          | 瀬戸敬太                      |                                                                |
| 2022年 | 7月 - 9月        | シャドーハウス 2nd Season                                          | 大橋一輝          | 辻俊一                        |                                                                |
| 2022年 | 10月 - 12月      | ぼっち・ざ・ろっく！                                               | 斎藤圭一郎        | 梅原翔太                      |                                                                |
| 2023年 | 1月 - 4月        | UniteUp!                                                           | 牛嶋新一郎        | 波田野瞬                      |                                                                |
| 2023年 | 7月 - 9月        | ホリミヤ -piece-                                                   | 石浜真史          | 伊藤泰斗                      |                                                                |
| 2023年 | 10月 - 12月      | SPY×FAMILY（Season 2）                                             | 古橋一浩 原田孝宏 | 伊藤泰斗 林加都恵 山中一樹    | 共同制作：WIT STUDIO                                           |
| 2024年 | 4月 - 6月        | WIND BREAKER                                                       | 赤井俊文          | 辻俊一                        |                                                                |
| 2024年 | 4月 - 6月        | 黒執事 -寄宿学校編-                                                | 岡田堅二朗        | 伊藤泰斗                      |                                                                |
| 2024年 | 7月 - 9月        | 逃げ上手の若君                                                     | 山﨑雄太          | 梅原翔太                      |                                                                |
| 2025年 | 1月 - 3月        | ギルドの受付嬢ですが、残業は嫌なのでボスをソロ討伐しようと思います | 長澤剛            | 高吉哲歩                      | アニメーション制作協力：作楽クリエイト                         |
| 2025年 | 1月 - 4月        | UniteUp! -Uni:Birth-                                               | 牛嶋新一郎        | 羽田吉儀                      |                                                                |
| 2025年 | 4月 - 6月        | WIND BREAKER（Season 2）                                           | 赤井俊文          | 辻俊一                        |                                                                |
| 2025年 | 4月 - 6月        | 黒執事 -緑の魔女編-                                                | 岡田堅二朗        | 伊藤泰斗                      |                                                                |
| 2025年 | 7月 -            | 青春ブタ野郎はサンタクロースの夢を見ない                           | 増井壮一          | 辻俊一                        |                                                                |
| 2025年 | 7月 -            | その着せ替え人形は恋をする（Season 2）                             | 篠原啓輔          | 染野翔                        |                                                                |
| 2025年 | 7月 -            | 薫る花は凛と咲く                                                   | 黒木美幸          | 辻俊一                        |                                                                |
| 2025年 | 10月 -           | SPY×FAMILY（Season 3）                                             | 今井友紀子        | 未公表                        | 共同制作：WIT STUDIO                                           |
| 未公表 | 未公表           | ぼっち・ざ・ろっく！（第2期）                                      | 山本ゆうすけ      | 未公表                        |                                                                |

### 劇場アニメ
| 公開年 | 公開日   | タイトル                                               | 監督                    | アニメーション プロデューサー | 備考                 |
| ------ | -------- | ------------------------------------------------------ | ----------------------- | ----------------------------- | -------------------- |
| 2019年 | 6月15日  | 青春ブタ野郎はゆめみる少女の夢を見ない                 | 増井壮一                | 木田和哉                      |                      |
| 2019年 | 10月11日 | 空の青さを知る人よ                                     | 長井龍雪                | 賀部匠美                      |                      |
| 2019年 | 10月26日 | 冴えない彼女の育てかた Fine                            | 亀井幹太（総） 柴田彰久 | 辻俊一                        |                      |
| 2021年 | 7月30日  | Fate/Grand Order -終局特異点 冠位時間神殿 ソロモン-    | 赤井俊文                | 波田野瞬                      |                      |
| 2021年 | 10月9日  | 劇場版 抱かれたい男1位に脅されています。〜スペイン編〜 | 龍輪直征                | 米沢圭亮                      |                      |
| 2023年 | 6月23日  | 青春ブタ野郎はおでかけシスターの夢を見ない             | 増井壮一                | 小野忍                        |                      |
| 2023年 | 12月1日  | 青春ブタ野郎はランドセルガールの夢を見ない             | 増井壮一                | 小野忍                        |                      |
| 2023年 | 12月22日 | 劇場版 SPY×FAMILY CODE: White                          | 片桐崇                  | 伊藤泰斗 山中一樹 林加都恵    | 共同制作：WIT STUDIO |
| 2024年 | 5月10日  | トラペジウム                                           | 篠原正寛                | 染野翔                        |                      |
| 2024年 | 6月7日   | 劇場総集編ぼっち・ざ・ろっく！ Re:                     | 斎藤圭一郎              | 梅原翔太                      |                      |
| 2024年 | 8月9日   | 劇場総集編ぼっち・ざ・ろっく！ Re:Re:                  | 斎藤圭一郎              | 梅原翔太                      |                      |
| 2024年 | 10月4日  | ふれる。                                               | 長井龍雪                | 賀部匠美                      |                      |

### Webアニメ
| 配信年 | タイトル                                             | 監督     | アニメーション プロデューサー |
| ------ | ---------------------------------------------------- | -------- | ----------------------------- |
| 2018年 | 22/7 キャラクターPV「あの日の彼女たち」              | 若林信   | 辻俊一                        |
| 2020年 | サクラ革命 〜華咲く乙女たち〜                        | 伊藤祐毅 | 福島祐一                      |
| 2021年 | パワフルプロ野球 パワフル高校編                      | 渡邉徹明 | 瀬戸敬太                      |
| 2025年 | The Star Seekers 星を追う少年たち オリジナルムービー | 櫻井親良 | 羽田吉儀                      |
| 2025年 | 7FATES: CHAKHO オリジナルムービー                    | 若林信   | 梅原翔太                      |

### 媒体未発表
| 年     | タイトル             | 監督     | アニメーション プロデューサー | 備考                 |
| ------ | -------------------- | -------- | ----------------------------- | -------------------- |
| 未公表 | 逃げ上手の若君 第2期 | 未公表   | 未公表                        | 未公表               |
| 2025年 | GROTESQUE（仮）      | 錦織敦史 | 未公表                        | JOENプロデュース作品 |

### ゲーム
| 年     | タイトル                                                                                            | 監督       | 機種                                              | 備考                               |
| ------ | --------------------------------------------------------------------------------------------------- | ---------- | ------------------------------------------------- | ---------------------------------- |
| 2018年 | ワイルドアームズ ミリオンメモリーズ                                                                 | N/A        | iOS/Android                                       | アニメーションPV制作               |
| 2018年 | ペルソナQ2 ニュー シネマ ラビリンス                                                                 | N/A        | ニンテンドー3DS                                   | アニメーションPV制作               |
| 2019年 | 東方キャノンボール                                                                                  | 山口智     | iOS/Android                                       | OPアニメーション制作               |
| 2020年 | アイドルマスター シンデレラガールズ スターライトステージ 5周年記念 アニメPV・CM                     | 長町英樹   | iOS/Android                                       | アニメーションPV・CM制作           |
| 2020年 | ATRI -My Dear Moments-                                                                              | N/A        | Microsoft Windows                                 | アニメーションPV制作               |
| 2020年 | ディズニー ツイステッドワンダーランド CM（第1弾 - 第4弾）                                           | N/A        | iOS/Android                                       | アニメーションCM制作               |
| 2020年 | ディズニー ツイステッドワンダーランド CM「スケアリー・モンスターズ！ 〜Screaming halloween show〜」 | N/A        | iOS/Android                                       | アニメーションCM制作               |
| 2021年 | 金色のコルダ スターライトオーケストラ                                                               | N/A        | iOS/Android                                       | ディザーPV・作中アニメーション制作 |
| 2021年 | アイドルマスター シンデレラガールズ スターライトステージ 2021年お正月CM 「新春特番篇」/「初詣篇」   | N/A        | iOS/Android                                       | アニメーションCM制作               |
| 2021年 | ディズニー ツイステッドワンダーランド CM（第5弾・第6弾）                                            | N/A        | iOS/Android                                       | アニメーションCM制作               |
| 2021年 | ディズニー ツイステッドワンダーランド 1周年記念PV                                                   | N/A        | iOS/Android                                       | アニメーションPV制作               |
| 2021年 | ディズニー ツイステッドワンダーランド CM「スケアリー・モンスターズ！ 〜Endless halloween night〜」  | N/A        | iOS/Android                                       | アニメーションCM制作               |
| 2022年 | ディズニー ツイステッドワンダーランド 2周年記念PV                                                   | N/A        | iOS/Android                                       | アニメーションPV制作               |
| 2022年 | Fate/Grand Order「アークティック・サマーワールド！ 〜カルデア真夏の魔園観光〜」告知TVCM             | N/A        | iOS/Android                                       | アニメーションCM制作               |
| 2022年 | Fate/Grand Order「ぶっちぎり茶の湯バトル ぐだぐだ新邪馬台国 地獄から帰ってきた男」告知TVCM          | N/A        | iOS/Android                                       | アニメーションCM制作               |
| 2023年 | Fate/Grand Order「Memorial Movie 2023」                                                             | シュウ浩嵩 | iOS/Android                                       | アニメーションPV制作               |
| 2023年 | Fate/Samurai Remnant                                                                                | 温泉中也   | PlayStation 4/5 Nintendo Switch Microsoft Windows | OPアニメーション制作               |

### ミュージックビデオ
| 年     | タイトル                                                   | 監督          | 備考                     |
| ------ | ---------------------------------------------------------- | ------------- | ------------------------ |
| 2019年 | THE SxPLAY（菅原紗由理）「For キミに贈る歌」               | uki / maxilla |                          |
| 2019年 | ACE COLLECTION「シンデレラ」                               | 浮き足        | 共同制作：maxilla        |
| 2020年 | HoneyWorks「東京オータムセッション」                       | 角地拓大      |                          |
| 2020年 | Eve「約束」                                                | 山本健        |                          |
| 2021年 | YOASOBI 「三原色」                                         | 石浜真史      |                          |
| 2021年 | アイドルマスターシリーズ コンセプトムービー2021「VOY@GER」 | 錦織敦史      | 共同制作：スタジオカラー |
| 2021年 | グランサガ×RADWIMPS「摩訶不思議」                          | 依田伸隆      |                          |
| 2022年 | 22/7「曇り空の向こうは晴れている」                         | 山﨑雄太      |                          |
| 2022年 | DIALOGUE+「1000万回ハグなんだ」                            | 竹下良平      |                          |
| 2022年 | Eve「白雪」                                                | 藤田春香      |                          |
| 2025年 | 星街すいせい「綺麗事」                                     | 加藤誠        |                          |

### プロモーションビデオ
| 年     | タイトル                                           | 監督     | 備考             |
| ------ | -------------------------------------------------- | -------- | ---------------- |
| 2019年 | 『LINEノベル』オリジナルアニメーションPV ラノベ編  | 藤井慎吾 |                  |
| 2022年 | 色を知るたび、世界が広くなる。 就活篇 / 私の仕事篇 | 倉田綾子 | 色彩検定協会のPV |

### その他
- Vtuber キャラクターデザイン「なちょこ」「りんくろー」（2019年）
- テレビドラマ『下剋上球児』アニメパート制作（2023年）

### 制作協力
| 年     | タイトル                                                 | 制作元請                       | 備考                      |
| ------ | -------------------------------------------------------- | ------------------------------ | ------------------------- |
| 2019年 | センコロール2                                            | 宇木敦哉                       | 制作協力                  |
| 2019年 | ロード・エルメロイII世の事件簿 -魔眼蒐集列車 Grace note- | TROYCA                         | 第10話 制作協力           |
| 2019年 | からかい上手の高木さん2                                  | シンエイ動画                   | 第10話 アニメーション協力 |
| 2019年 | 天気の子                                                 | コミックス・ウェーブ・フィルム | アニメーション制作協力    |
| 2020年 | 映像研には手を出すな!                                    | サイエンスSARU                 | 第5話 制作協力            |
| 2020年 | マギアレコード 魔法少女まどか☆マギカ外伝                 | シャフト                       | 第6話 制作協力            |
| 2020年 | 邪神ちゃんドロップキック'                                | ノーマッド                     | OPアニメーション制作協力  |
| 2020年 | アイドリッシュセブン Second BEAT!                        | TROYCA                         | 第7話 制作協力            |
| 2021年 | シン・エヴァンゲリオン劇場版𝄇                            | カラー                         | 動画協力                  |
| 2021年 | 名探偵コナン 緋色の弾丸                                  | トムス・エンタテインメント     | 制作協力                  |
| 2021年 | 86-エイティシックス-                                     | A-1 Pictures                   | 第8話 制作協力            |
| 2021年 | Sonny Boy                                                | マッドハウス                   | 第7話 制作協力            |
| 2021年 | Pokémon Evolutions                                       | OLM TEAM KATO                  | 第3話 制作協力            |
| 2022年 | すずめの戸締まり                                         | コミックス・ウェーブ・フィルム | アニメーション制作協力    |
| 2022年 | リコリス・リコイル                                       | A-1 Pictures                   | 仕上                      |
| 2024年 | 菜なれ花なれ                                             | P.A.WORKS                      | 第1話 制作協力            |

## 関連人物
2025年4月現在。

### 制作
役員
- 落越友則（代表取締役会長）
- 清水暁（代表取締役執行役員社長・制作統括・企画）
- 福島祐一（執行役員副社長・アニメーションプロデューサー・プロデューサー）
- 岩上敦宏（取締役・アニプレックス代表取締役社長）
- 清水博之（取締役、前代表取締役会長）
- 野田耕蔵（取締役）
- 髙橋博之（監査役）

元役員
- 川井弘昭（元取締役）
- 石川恵子（元取締役）
- 一志順夫（元監査役）
- 伊藤亜紀子（元執行役員）
- 玉田勝吾（元監査役）

アニメーションプロデューサー
- 梅原翔太
- 辻俊一
- 賀部匠美
- 伊藤泰斗
- 米沢圭亮
- 染野翔
- 羽田吉儀

元所属アニメーションプロデューサー
- 木田和哉（現・エイベックス・ピクチャーズアソシエイトプロデューサー）
- 瀬戸敬太
- 波田野瞬（現・グリーエンターテインメントアシスタントプロデューサー）
- 小野忍（現・電通アニメソリューションズアソシエイトプロデューサー）

### アニメーター・演出家
- 田中将賀（クリエイティブ事業部 演出・作画ルーム 顧問）
- 岡勇一（クリエイティブ事業部 演出・作画ルーム 作画育成監督）
- 黒木美幸（クリエイティブ事業部 演出・作画ルーム 監督・演出家）
- 赤井俊文（クリエイティブ事業部 演出・作画ルーム 監督・演出家・アニメーター）
- 石浜真史（クリエイティブ事業部 演出・作画ルーム 監督・演出家）
- 川上大志（クリエイティブ事業部 演出・作画ルーム アニメーター）
- 助川裕彦（クリエイティブ事業部 演出・作画ルーム アニメーター）
- 林勇雄（クリエイティブ事業部 演出・作画ルーム アニメーター・アクションディレクター）
- 錦織敦史（監督・演出家）
- 高雄統子（監督・演出家）
- 牛嶋新一郎（監督・演出家）
- 藤原佳幸（監督・演出家）
- 若林信（監督・演出家・演出指導）
- 高橋沙妃（アニメーター・キャラクターデザイナー）
- 田中裕介（アニメーター・キャラクターデザイナー）
- 嶋田和晃（アニメーター・キャラクターデザイナー）
- 石田一将（アニメーター・キャラクターデザイナー）
- 河野恵美（アニメーター・キャラクターデザイナー）
- 安野将人（アニメーター・キャラクターデザイナー）
- 川上雄介（アニメーター・アクションディレクター）
- 新沼拓也（アニメーター）
- 鈴木大（アニメーター）
- 田中裕介（アニメーター）
- 道下康太（アニメーター）

### その他
- 薄井久代（クリエイティブ事業部 美術ルーム室長）
- 中島和子（クリエイティブ事業部 仕上げルーム室長）
- 佐久間悠也（クリエイティブ事業部 撮影ルーム室長）
- 山崎莉乃（制作部 制作進行、脚本家）
- 加藤穂乃伽（制作部 制作進行、脚本家）